# 도코다 히로키
도코다 히로키(일본어: 床田 寛樹, 1995년 3월 1일 ~ )는 일본의 프로 야구 선수이며, 현재 센트럴 리그인 히로시마 도요 카프의 소속 선수(투수)이다. 효고현 아마가사키시 출신이다.

## 상세 정보

### 출신 학교
- 미노오가쿠엔 고등학교
- 주부 가쿠인 대학

### 선수 경력
- 히로시마 도요 카프(2017년 ~ )

### 수상·타이틀 경력
- 월간 MVP : 1회(2021년 9월) ※투수 부문

### 개인 기록

#### 투수 기록
- 첫 등판·첫 선발 등판 : 2017년 4월 5일, 대 주니치 드래건스 2차전(나고야 돔), 6과 1/3이닝 3실점 6탈삼진으로 승패는 없음
- 첫 탈삼진 : 상동, 1회말에 도노우에 나오미치로부터 헛스윙 삼진
- 첫 승리·첫 선발 승리 : 2017년 4월 12일, 대 요미우리 자이언츠 2차전(도쿄 돔), 7이닝 5실점 8탈삼진
- 첫 완투 승리 : 2019년 4월 13일, 대 요코하마 DeNA 베이스타스 2차전(요코하마 스타디움), 9이닝 1실점 6탈삼진
- 첫 완봉 승리 : 2021년 9월 21일, 대 요미우리 자이언츠 19차전(MAZDA Zoom-Zoom 스타디움 히로시마), 9이닝 무실점 9탈삼진

#### 타격 기록
- 첫 타석 : 2017년 4월 5일, 대 주니치 드래건스 2차전(나고야 돔), 3회초에 출장, 야기 도모야로부터 유격 땅볼
- 첫 안타 : 2019년 6월 30일, 대 요코하마 DeNA 베이스타스 12차전(요코하마 스타디움), 3회초에 이노 쇼이치로부터 중전 안타
- 첫 타점 : 2019년 9월 5일, 대 도쿄 야쿠르트 스왈로스 23차전(메이지 진구 야구장), 6회초에 다카나시 히로토시로부터 우월 적시 2루타

#### 기타
- 올스타전 출장 : 1회(2019년)

### 등번호
- 28(2017년 ~ 2024년)
- 19(2025년 ~)

### 연도별 투수 성적
| 연 도      | 소 속      | 등 판 | 선 발 | 완 투 | 완 봉 | 무 4 구 | 승 리 | 패 전 | 세 이 브 | 홀 드 | 승 률 | 타 자 | 이 닝 | 피 안 타 | 피 홈 런 | 볼 넷 | 고 4 | 몸 맞 | 탈 삼 진 | 폭 투 | 보 크 | 실 점 | 자 책 점 | 평 자 책 | W H I P |
| ---------- | ---------- | ----- | ----- | ----- | ----- | ------- | ----- | ----- | -------- | ----- | ----- | ----- | ----- | -------- | -------- | ----- | ---- | ----- | -------- | ----- | ----- | ----- | -------- | -------- | ------- |
| 2017년     | 히로시마   | 3     | 3     | 0     | 0     | 0       | 1     | 1     | 0        | 0     | .500  | 71    | 17.1  | 16       | 2        | 3     | 0    | 0     | 16       | 0     | 0     | 10    | 10       | 5.19     | 1.10    |
| 2019년     | 히로시마   | 25    | 24    | 1     | 0     | 0       | 7     | 6     | 0        | 0     | .538  | 590   | 139.2 | 131      | 17       | 48    | 3    | 5     | 101      | 2     | 0     | 54    | 46       | 2.96     | 1.28    |
| 2020년     | 히로시마   | 15    | 15    | 0     | 0     | 0       | 5     | 8     | 0        | 0     | .385  | 343   | 76.2  | 101      | 10       | 23    | 0    | 0     | 56       | 1     | 0     | 51    | 42       | 4.93     | 1.62    |
| 2021년     | 히로시마   | 16    | 15    | 1     | 1     | 0       | 5     | 4     | 0        | 1     | .556  | 374   | 87.1  | 91       | 5        | 24    | 0    | 2     | 80       | 1     | 0     | 32    | 31       | 3.19     | 1.32    |
| 통산 : 4년 | 통산 : 4년 | 59    | 57    | 2     | 1     | 0       | 18    | 19    | 0        | 1     | .486  | 1378  | 321.0 | 339      | 34       | 98    | 3    | 7     | 253      | 4     | 0     | 147   | 129      | 3.62     | 1.36    |

- 2021년 시즌 종료 기준.

### 연도별 수비 성적
| 연도 | 소속     | 투수  | 투수  | 투수  | 투수  | 투수  | 투수     |
| 연도 | 소속     | 경 기 | 척 살 | 보 살 | 실 책 | 병 살 | 수 비 율 |
| ---- | -------- | ----- | ----- | ----- | ----- | ----- | -------- |
| 2017 | 히로시마 | 3     | 3     | 3     | 0     | 0     | 1.000    |
| 2019 | 히로시마 | 25    | 17    | 39    | 1     | 4     | .982     |
| 2020 | 히로시마 | 15    | 4     | 11    | 2     | 0     | .882     |
| 2021 | 히로시마 | 16    | 4     | 17    | 0     | 1     | 1.000    |
| 통산 | 통산     | 59    | 28    | 70    | 3     | 5     | .970     |

- 2021년 시즌 종료 기준.